# معلم بد (آلبوم)
معلّم بد نام آلبومی استودیویی از ابی است که ابتدا در سال ۱۹۹۲ (۱۳۷۱ ه‍. ش) روی نوار کاست و سپس در سال ۱۹۹۳ (۱۳۷۲ ه‍. ش) روی سی‌دی توسط شرکت ترانه منتشر گردید. این آلبوم دارای ۶ ترانه می‌باشد. آهنگ‌سازی این آلبوم و هم‌چنین تنظیم تمام ترانه‌ها توسط فرید زلاند انجام گرفته است.
ترانه آهنگ محتاج برگرفته از قطعه شعری از هوشنگ ابتهاج و بازسرایی اردلان سرفراز سروده شده.

## فهرست ترانه‌ها
| شماره | نام                  | سراینده       | مدت  |
| ----- | -------------------- | ------------- | ---- |
| ۱.    | «محتاج»              | اردلان سرفراز | ۵:۲۱ |
| ۲.    | «چه باید کرد»        | اردلان سرفراز | ۵:۱۱ |
| ۳.    | «جواب»               | اردلان سرفراز | ۵:۴۱ |
| ۴.    | «معلم بد»            | شهیار قنبری   | ۶:۱۸ |
| ۵.    | «معلم بد (قسمت دوم)» | شهیار قنبری   | ۲:۴۹ |
| ۶.    | «سر کلاس نقاشی»      | شهیار قنبری   | ۴:۵۶ |